# Horsasjön, Halland
Horsasjön, en sjö i Älvsered, Hallands län. Horsasjön är belägen mitt i Älvsereds samhälle. Den populära badplatsen Nabben finns på en halvö i sjön och på andra sidan tornar Horsaberg upp sig. Horsasjön består av två delar, Stora Horsasjön  och Lilla Horsasjön. 
Horsasjön är inte en sjö i egentlig mening, utan en uppdämd å, Högvadsån.